# Большие Тайлы
Большие Тайлы — река в России, протекает по Маслянинскому и Тогучинскому районам Новосибирской области. Устье реки находится в 31 км по правому берегу реки Суенга. Длина реки составляет 21 км. В 7 км от устья, по правому берегу реки впадает река Поперечные Тайлы

## Данные водного реестра
По данным государственного водного реестра России относится к Верхнеобскому бассейновому округу, водохозяйственный участок реки — Обь от города Барнаул до Новосибирского гидроузла, без реки Чумыш, речной подбассейн реки — бассейны притоков (Верхней) Оби до впадения Томи. Речной бассейн реки — (Верхняя) Обь до впадения Иртыша.